# Edu Gonçalves
Eduardo José Gonçalves (Rio de Janeiro, 22 de janeiro de 1969) é um carnavalesco e figurinista brasileiro.

## História
Sua carreira no carnaval começou quando, aos 19 anos, participou  do concurso para substituir o então falecido carnavalesco Fernando Pinto, na Mocidade Independente de Padre Miguel. Apesar de não ter conseguido assinar o carnaval da Mocidade por conta de sua idade, foi lá onde ele aprendeu o ofício de fazer carnaval com os aderecistas de barracão. Sua primeira oportunidade de assinar carnaval foi em 1992, na Unidos do Jacarezinho, com o enredo A visita do Jacarezinho ao Reino encantado de Maria Clara Machado. De lá para cá, Edu exerce a sua criação artística desenhando os seus croquis, projetos cenográficos de alegorias e suas pesquisas de enredos, tendo obtido reconhecimento com cinco campeonatos em escolas como Lins Imperial (2007), Unidos do Jacarezinho (2008 e 2013), Paraíso do Tuiuti (2011), Unidos do Jacarezinho (2012) e Mocidade Unida do Santa Marta (2013). Como figurinista, cenógrafo e produtor executivo, sempre criou em cima de temáticas culturais que enfatiza o reaproveitamento de materiais reciclados, principalmente os alternativos e de menor custo e melhor solução visual.
No ano de 2019, ministrou, ao lado da carnavalesca Maria Augusta Rodrigues, o minicurso “Ressignificar o Brilho”, na cidade de Mindelo, em Cabo Verde. O trabalho tinha como objetivo apresentar soluções alternativas e criativas com materiais recicláveis para os profissionais e artistas da cidade que realizam todo ano o desfile de Carnaval de Verão.

## Desfiles assinados por Edu Gonçalves
| Ano  | Escola              | Colocação   | Divisão                   | Enredo                                                                                            |
| ---- | ------------------- | ----------- | ------------------------- | ------------------------------------------------------------------------------------------------- |
| 1992 | Jacarezinho         | 6º lugar    | Grupo A                   | "A visita do Jacarezinho ao reino encantado de Maria Clara Machado."                              |
| 1995 | Jacarezinho         | 11.º Lugar  | Grupo A                   | "E o Jacarezinho descobriu Atlântida, a tela perdida."                                            |
| 1997 | Villa Rica          | 4.º Lugar   | Grupo B                   | "Cores d’África"                                                                                  |
| 1999 | Santa Marta         | 5º lugar    | Grupo C                   | "Jacques Cousteau - O bandeirante do mar"                                                         |
| 2000 | Santa Marta         | 7º lugar    | Grupo C                   | "Jamaica, Bahia, Rio e o afro-pop"                                                                |
| 2001 | Santa Marta         | 9º lugar    | Grupo C                   | "Brasil, lugar de toda pobreza... Educação é a solução"                                           |
| 2002 | Santa Marta         | 10.º Lugar  | Grupo C                   | "Eu sou o Rio, eu sou boêmio, eu sou a Lapa"                                                      |
| 2003 | Santa Marta         | 10º lugar   | Grupo 1A                  | "Santa Marta canta e dança com Carlinhos de Jesus"                                                |
| 2003 | Jacarezinho         | 8º lugar    | Grupo B                   | "Jacarezinho roda, roda, roda e avisa: Que saudades do Velho Guerreiro - Chacrinha!"              |
| 2005 | Lins Imperial       | 5º lugar    | Grupo B                   | O bêbado e a equilibrista... O show tem que continuar                                             |
| 2006 | Lins Imperial       | 7º lugar    | Grupo B                   | Arraial do Pavulagem                                                                              |
| 2007 | Lins Imperial       | Campeã      | Grupo B                   | Chico Mendes, o arauto da natureza                                                                |
| 2008 | Lins Imperial       | 10º lugar   | Grupo A                   | "Apresento-lhes com louvor, meu pai querido, Dom João VI"                                         |
| 2008 | Jacarezinho         | Campeã      | Grupo C                   | "A visita do Jacarezinho ao reino encantado de Maria Clara Machado." (Reedição do enredo de 1992) |
| 2009 | Paraíso do Tuiuti   | 7º lugar    | Grupo A                   | "O Cassino da Urca"                                                                               |
| 2010 | Paraíso do Tuiuti   | 12º lugar   | Grupo A                   | "Eneida, o pierrot está de volta"                                                                 |
| 2011 | Paraíso do Tuiuti   | Campeã      | Grupo B                   | "O mais doce bárbaro - Caetano Veloso"                                                            |
| 2012 | Alegria da Zona Sul | Vice-campeã | Grupo B                   | "Os Saltimbancos"                                                                                 |
| 2012 | Jacarezinho         | Campeã      | Grupo C                   | "O samba agoniza mas não morre! Nelson Sargento da Mangueira e também do Jacaré"                  |
| 2013 | Alegria da Zona Sul | 14.º Lugar  | Grupo A                   | "Quem não chora não mama"                                                                         |
| 2013 | Santa Marta         | Campeã      | Grupo C                   | "Dona Marta mexe o caldeirão da Mocidade"                                                         |
| 2014 | Império Serrano     | 6º lugar    | Grupo A                   | "Angra com os Reis"                                                                               |
| 2015 | Jacarezinho         | Vice-campeã | Grupo B                   | "Pirilampos – Uma lenda Curumim."                                                                 |
| 2016 | Jacarezinho         | 9º lugar    | Grupo B                   | "Aha! Uhu! É festa do Jacarezinho. 50 anos de cultura, arte e alegria de uma comunidade"          |
| 2017 | Jacarezinho         | 9º lugar    | Grupo B                   | "O dia em que o jacaré comeu a noite"                                                             |
| 2018 | Jacarezinho         | 12.º Lugar  | Grupo B                   | "O dia em que o jacaré comeu a noite" "O Cântico do Poeta pelo Amor de Euzébia."                  |
| 2019 | Jacarezinho         | 9.º Lugar   | Grupo B                   | "Nzungu – O Quilombo Negro de Resistência, vamos fazer barulho de preto na Avenida!"              |
| 2022 | Lins Imperial       | 9.º Lugar   | Série Ouro                | Mussum pra sempris – traga o mé que hoje com a Lins vai ter muito samba no pé!                    |
| 2023 | Lins Imperial       | 14.º Lugar  | Série Ouro                | Madame Satã: Resistir Para Existir                                                                |
| 2024 | Lins Imperial       | 15.º Lugar  | Série Prata (Sexta-feira) | Jovelina, A Pérola Negra do Samba!                                                                |
| 2025 | Vila Santa Tereza   |             | Série Prata               | Salve Vovó Maria Joanna Rezadeira! Salve o Jongo da Serrinha! Saravá, saravá, saravá!             |

## Premiações
| Prêmio                   | Ano  | Categoria |
| ------------------------ | ---- | --- |
| Prêmio S@mba-Net         | 2002 | Melhor Enredo e Melhor Conjunto alegórico: "Jacarezinho Brincando com Daniel Azulay, nos 25 Anos da Turma do Lambe-Lambe" |
| Prêmio S@mba-Net         | 2005 | Melhor Enredo: Alegria da Zona Sul - "O Bêbado e o Equilibrista - O show tem que continuar..."                            |
| Prêmio S@mba-Net         | 2007 | Melhor Enredo: "Chico Mendes: O Arauto da Natureza".                                                                      |
| Prêmio S@mba-Net         | 2008 | Melhor Enredo: "Apresento-lhes com Louvor, Meu Pai Querido, Dom João VI".                                                 |
| Prêmio S@mba-Net         | 2012 | Melhor Enredo: Alegria da Zona Sul - "Os saltimbancos".                                                                   |
| Troféu Jorge Lafond      | 2011 | Melhor Carnavalesco (Grupo B).                                                                                            |
| Plumas & Paetês Cultural | 2011 | Melhor figurinista |
| Troféu Parangolé         | 2007 | Pelo grafismo nas alas dos índios, pelo uso das cores e pela ousadia e impacto visual da alegoria Kararaô (besouro).      |
| Troféu Parangolé         | 2008 | Personalidade Imaginativa; Subversão na Construção do Enredo.                                                             |